# Condado de Mayalde

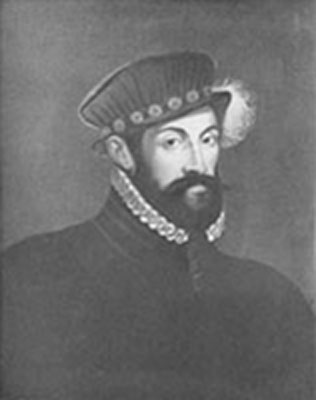
Retrato de Juan de Borja y Castro.

El condado de Mayalde es un título nobiliario creado en 1596 por el rey Felipe II a favor de Juan de Borja y Castro, hijo de Francisco de Borja, I Marqués de Lombay.

## Condes de Mayalde

### Casa de Borja
- Juan de Borja y Castro (1533-1606), II marqués de Lombay, I conde de Mayalde, I conde de Ficalho conjuntamente con su esposa, en 1599.[1] Casó en Gandía en 1552, por vez primera, con Lorenza de Oñaz y Loyola, sobrina nieta de Ignacio de Loyola, con quien tendría cuatro hijas[2] y que falleció en Llerena el 13 de septiembre de 1575. Tras quedar viudo, se casó al año siguiente con Francisca de Aragón y Barreto, I condesa de Ficalho, y descendiente del rey Fernando II de Aragón,[3] con quien tendría varios hijos: Francisco, que llegaría a ser virrey del Perú; Antonio, eclesiástico; Rodrigo, muerto niño; Carlos, casado con la duquesa de Villahermosa y Fernando, virrey de Valencia y de Aragón.
- Francisco de Borja y Aragón (1581-1658), hijo del anterior, II conde de Mayalde,[1] conde de Ficalho, conde de Rebolledo, virrey del Perú, escritor.[4] Casado con su prima Ana de Borja y Pignatelli (m. 1644), V princesa de Esquilache.[5][6]
- Fernando de Borja y Aragón, (1583-1665), hermano del anterior, III conde de Mayalde, virrey de Valencia y de Aragón. Casado en 1623 con su sobrina (e hija de su hermano mayor Francisco), María Francisca de Borja y Aragón (m. 1649), VI princesa de Esquilache.[5]
- Francisca de Borja y Aragón (m. 1693), hija del anterior, IV condesa de Mayalde, VII princesa de Esquilache. Casada dos veces: la primera en 1650 con Manuel de Aragón y Gurrea y Borja (m. 1653), sin descendencia. Casada de nuevo en 1654 con Francisco Idiáquez-Butrón y Álava (m. 1687).[6]
- Francisco Idiáquez Butrón Borja de Aragón, hijo de la anterior, V conde de Mayalde, VIII príncipe de Esquilache, IV duque de Ciudad Real y otros títulos. Casado con Francisca Niño de Guevara, sin descendencia.
- Juana María Idiáquez Butrón (m. 1712), hermana del anterior, VI condesa de Mayalde, IX princesa de Esquilache y otros títulos. Casada, tuvo como primer marido el 21 de marzo de 1685, a Antonio Pimentel de Ibarra, IV marqués de Taracena.[7]
- María Antonia Pimentel Idiáquez Butrón y Mújica Ibarra y Borja (1686-1728), hija de la anterior, VII condesa de Mayalde, X princesa de Esquilache y otros títulos. Casada dos veces, sin descendencia en ninguno de los dos matrimonios.[8]
- VIII
- Pascual de Borja y Centellas, IX conde de Mayalde.
- María Ignacia de Borja y Centellas (1677-1711), X condesa de Mayalde, hija de Pascual de Borja y Centellas, casada con Antonio Francisco Alonso-Pimentel Vigil de Quiñones y Zúñiga (m. 1743), XV conde de Mayorga, VI marqués de Javalquinto y otros títulos.
- Francisco Alonso-Pimentel Vigil de Quiñones y Borja (1703-1763), hijo de la anterior, XI conde de Mayalde, XVII conde de Mayorga, XV conde de Luna, XIV conde de Alba de Liste y otros títulos.[9]

### Título rehabilitado
En 1904, durante el reinado de Alfonso XIII, el título de conde de Mayalde fue rehabilitado por: 
- José Finat y Carvajal, XVI conde de Mayalde, II conde de Finat y XII conde de Villaflor, marqués de Terranova, casado con María Escrivá de Romaní y de la Quintana.[10]
- José Finat y Escrivá de Romaní (1904-1995), hijo del anterior, XVII conde de Mayalde desde el 19 de septiembre de 1919, III conde de Finat desde 1956, XV conde de Villaflor, XII marqués de Terranova,[10] político Alcalde de Madrid. El 27 de junio de 1919, caso con Casilda Bustos y Figueroa (nacida en 1910).[11]
- José María de la Blanca Finat y Bustos (nacido el 25 de febrero de 1932), hijo del anterior, XVIII conde de Mayalde, XIV vizconde de Rías, XI marqués de Corvera y otros títulos. Casado con Aline Riva de Luna.[11]
- Rafael Ángel Finat y Riva, XIX conde de Mayalde desde el 12 de julio de 1996, casado con Ana Martínez-Costa Risso.[11]